# ناتاليا دوكو
ناتاليا دوكو سولير (من مواليد 31 يناير 1989 في سان فيليبي، فالبارايسو) هي لاعبة رمي الجلة تشيلية. وصلت أيضًا إلى نهائي دورة الألعاب الأولمبية الصيفية 2016.